# وليد عباس
وليد عباس البلوشي (مواليد 11 يونيو 1985) هو لاعب كرة قدم إماراتي يلعب حالياً كمدافع لصالح نادي شباب الأهلي في دوري الخليج العربي الإماراتي.
لعب سابقاً مع أندية الشباب والأهلي و شارك في بطولة كأس آسيا 2011 وسجل هدفين بالخطأ في مرمى منتخب بلاده أمام العراق وإيران.

## نادي شباب الأهلي دبي
كان يلعب مع النادي الأهلي وبعد دمج أندية الأهلي و نادي الشباب ونادي دبي تحت مسمى نادي شباب الأهلي تم ضمه إلى نادي شباب الأهلي .

## وصلات خارجية
- وليد عباس على موقع إي إس بي إن إف سي (الإنجليزية)
- وليد عباس على موقع قاعدة بيانات كرة القدم.إي يو (الإنجليزية)
- وليد عباس على موقع ناشيونال فوتبول تيمز (الإنجليزية)
- وليد عباس على موقع Soccerway.com (الإنجليزية)
- وليد عباس على موقع عالم كرة القدم.نت (الإنجليزية)
- وليد عباس على موقع كووورة

- وليد عباس على footballdatabase.eu
- وليد عباس على national-football-teams.com